# Адамув (Конецький повіт)
Адамув (пол. Adamów) — село в Польщі, у гміні Смикув Конецького повіту Свентокшиського воєводства.
Населення — 215 осіб (2011).
У 1975-1998 роках село належало до Келецького воєводства.

## Демографія
Демографічна структура на день 31 березня 2011 року:
|          | Загалом | Допрацездатний вік | Працездатний вік | Постпрацездатний вік |
| -------- | ------- | ------------------ | ---------------- | -------------------- |
| Чоловіки | 108     | 31                 | 67               | 10                   |
| Жінки    | 107     | 26                 | 64               | 17                   |
| Разом    | 215     | 57                 | 131              | 27                   |